# Wille Rydman
Wille-Werner Rydman, född 2 januari 1986 i Helsingfors, är en finländsk politiker, sedan 2023 sannfinländare. Rydman var tidigare samlingspartist, men han lämnade Samlingspartiets riksdagsgrupp efter att gruppen förlorade förtroende för honom och anslöt sig till Sannfinländarna.
Han är ledamot av Finlands riksdag sedan 2015. Rydman avlade 2008 politices magisterexamen vid Helsingfors universitet.
Rydman blev invald i riksdagsvalet 2015 med 4 524 röster från Helsingfors valkrets. Den 5 juli 2023 utsågs Wille Rydman till Finlands nya näringsminister i regeringen Orpo. Den 6 juli 2023 svor han ministereden vid statsrådets allmänna sammanträde och övertog formellt uppdraget som näringsminister från partikamraten Vilhelm Junnila, som veckan innan meddelade att han skulle avgå.